# Virginia Bolten
Virginia Bolten (1870–1960) là một người gốc Đức theo chủ nghĩa vô chính phủ là một nhà diễn thuyết có tài, cô ban đầu sống tại Argentina, sau đó lưu vong tại Uruguay vào năm 1902.

## Tiểu sử
Virginia Bolten là con gái của một người nhập cư từ Đức, sinh năm 1870 tại Argentina, ở San Luis hoặc San Juan. Cô trải qua tuổi thơ tại San Juan, một tỉnh của Argentina. Sau khi trưởng thành cô làm thợ làm giày là công nhân một nhà máy đường. Trong khi làm giày cô gặp Juan Marquez, một nhà tổ chức của một công đoàn công nhân làm giày, người mà sau này cô kết hôn cùng. Người giới thiệu cô gia nhập vào hội những người theo chủ nghĩa vô chính phủ là Pietro Gori. Sau một vài năm hoạt động trong phong trào nữ quyền, công nhân và chủ nghĩa vô chính phủ, cô bị trục xuất sang Uruguay dưới Luật Định cư vào năm 1902.

## Các hoạt động
Năm 1888 Bolten trở thành một trong những nhà xuất bản của The Working Baker of Rosario (tiếng Tây Ban Nha: El Obrero Panadero de Rosario), một trong những tờ báo theo chủ nghĩa vô chính phủ đầu tiên tại Argentina. Năm 1889 cô tổ chức một cuộc biểu tình của các thợ may và sau đó đình công tại Rosario, có lẽ là cuộc đình công đầu tiên của công nhân nữ tại Argentina.
Năm 1890 Virginia Bolten, Romulo Ovidi và Francisco Berri là những người tổ chức chính của những cuộc biểu tình May Day đầu tiên. Những biên tập viên khác của The Working Baker of Rosario cũng có vai trò trong việc tổ chức những cuộc biểu tình này. Ngày 30 tháng 4 năm 1890 (một ngày trước cuộc biểu tình), cô bị bắt và thẩm vấn bởi lực lượng cảnh sát địa phương vì đã rải truyền đơn bên ngoàn những nhà máy lớn trong khu vực. Trong những cuộc biểu tình May Day cô dẫn một nhóm gồm hàng ngàn công nhân diễu hành đến Plaza Lopez, quảng trường chính của Montevideo, thủ đô của Uruguay. Trong suốt cuộc biểu tình cô mang theo một lá cờ đỏ, lá cờ mà lúc đầu viết dòng nhữ "Ngày đầu Tháng 5 - Hội hợp nhất" (tiếng Tây Ban Nha: Primero de Mayo - Fraternidad Universal; Los trabajadores de Rosario cumplimos las disposiciones del Comité Obrero Internacional de París).

### La Voz de la Mujer
Bolten có lẽ phụ trách cho việc xuất bản một tờ báo tên là La Voz de la Mujer (tiếng Anh: The Woman's Voice), xuấn bản chín lần tại Rosario từ ngày 8 tháng 1 năm 1896 đến ngày 1 tháng 1 năm 1897, và được xuất bản lại một thời gian ngắn vào năm 1901. Một tờ báo tương tự với cùng tựa đề cũng được ghi nhận xuất bản tại Montevideo sau đó, cho thấy Bolten cũng có thể đã thành lập và biên tập nó sau khi cô bị trục xuất..

### La Nueva Senda
Tại Uruguay, Bolten tiếp tục công việc của mình, xuất bản một tờ báo tựa đề La Nueva Senda (tiếng Anh: The New Path) từ năm 1909 đến năm 1910.

### Các ấn phẩm khác
Cô viết rất nhiều bài báo cho các tạp chí và báo theo chủ nghĩa cộng sản vô chính phủ, nổi tiếng nhất là La Protesta và La Protesta Humana.

## Di sản

### Công viên
Puerto Madero, một quận của Buenos Aires, có một công viên mang tên cô.

### Phim
Năm 2007 chính quyền quận San Luis tại Argentina quyết định tài trợ cho một bộ phim vinh danh Virginia Bolten. Phim xoay quanh cuộc đời n Boltfe, anarchist feminisvà các tình trạng của xã hội mà dẫn đến sự xuất bản của f La Voz de la MujerTựa đề là d No god, No master, no husband (tiếng Tây Ban Nha: Ni dios, ni patrón, ni maridotheo một trong những khẩu hiệu của tờ báoos. Virginia Bolten được đóng bởi Julieta Díaz. Bộ phim, khởi chiếu ngày 29 tháng 4 năm 2010 tại Argentina, được chỉ đạo bởi đạo diễn Laura Mañá.